# 進歩人民党 (ドイツ)
進歩人民党（ドイツ語: Fortschrittliche Volkspartei、略称FVP）は、帝政期のドイツの政党。1910年に自由主義左派三政党が結集して結党された。ブルジョワ政党の最左派に位置し、ブルジョワ諸政党と無産政党ドイツ社会民主党(SPD)の間の懸け橋的な存在だった。第一次世界大戦後の1918年に国民自由党左派と合同してドイツ民主党(DDP)に改組された。

## 党史
ベルンハルト・フォン・ビューロー首相時代に自由主義左派三党（自由思想家人民党(FVp)、自由思想家連合(FVg)、ドイツ人民党）は、合同議員団を編成し、植民地問題や対外問題においては政府を支持する勢力となった。自由主義左派三党はカルテル三党（ドイツ保守党(DKP)、ドイツ帝国党(DRP)、国民自由党(NLP)）と「ビューロー・ブロック」と呼ばれる大連合を形成して政府を支えていたが、1909年6月の財政改革案をめぐってこの大連合は崩壊した。その後、両保守党と中央党の「黒青ブロック」に支えられたテオバルト・フォン・ベートマン・ホルヴェーク宰相の体制ができ、自由主義左派三党は再び体制外政党となった。
自由主義左派は三党に分裂していたために議会外の大衆的基盤を築くのが困難だったが、1909年6月には保守党系の農業利益団体農業者同盟に対抗してリベラルな商工業界利益団体ハンザ同盟が結成された。ハンザ同盟は従来の商工業界利益団体と異なり、議会や政党の意義を評価する立場であり、議会主義の確立を掲げる自由主義左派にとっては初めての議会外組織となる存在だった。
このハンザ同盟の後ろ盾を得たことや、合同議員団編成で距離が縮まっていた自由主義左派三党は1910年3月6日に合同して進歩人民党を結成した。進歩人民党は、ドイツ社会民主党(SPD)と接近し、プロイセンの三級選挙制度を廃止して普通選挙を導入することを要求し、議会主義の推進や社会政策増進を目指した。ブルジョワ諸政党の最左派にあたる進歩人民党は、無産政党の社民党とブルジョワ政党の懸け橋になりうる立場にあった。そのため右と左の狭間で軸足の置き方に悩まされることが多い党だった。
1912年の帝国議会選挙では決選投票に際して国民自由党とも社民党とも選挙協力を行ったが、この選挙は社民党の大勝、ブルジョワ諸政党の大幅後退に終わり、進歩人民党はますます社民党とブルジョワ右派政党の間に置かれて立ち位置に悩むようになった。
第一次世界大戦前夜の時期にブルジョワ諸政党に急進的ナショナリズムが浸透する中、進歩人民党も1913年国防拠出金法案に賛成するなど軍拡を推進する側に立った。
第一次世界大戦中には社民党と同じく戦争を支持しながらも敵国の領土の併合に反対して敵国民との和解をもって平和を達成する「和解の平和」を唱え、敵国領土の併合によって平和を達成しようという「勝利の平和」論を唱える保守党を筆頭とするブルジョワ右派政党と対立した。戦況の泥沼化で「和解の平和」論が有利になっていく中の1917年7月、中央党（社民党に次ぐ第二党）のマティアス・エルツベルガーが「勝利の平和」から「和解の平和」に転じたことでエルツベルガーの主導下、社民党と中央党と進歩人民党の三党は共同して無併合・無賠償和平案「平和決議」を帝国議会で採択させている。さらに1917年10月に宰相に就任したゲオルク・フォン・ヘルトリングは、議会多数派からの条件を受け入れる形で進歩人民党のフリードリヒ・フォン・パイヤーを副宰相として入閣させている。
ルーデンドルフら軍部が講和を決意した後の1918年10月3日、自由主義者としてアメリカはじめ連合国からの評価が高かったマクシミリアン・フォン・バーデンが宰相に任じられたが、社民党と中央党と進歩人民党がマクシミリアンを支持して与党を構成した。マクシミリアン自体は政党人ではなかったが、閣僚はこの三党の者から構成されていたので、この内閣はドイツ史上最初の政党内閣となった。
革命直後の同年11月16日に進歩人民党や国民自由党の議員の間で新党ドイツ民主党（Deutsche Demokratische Partei、略称DDP）結成の呼びかけが行われたが、戦時中に対外強硬派として振舞った国民自由党のグスタフ・シュトレーゼマンの存在が問題となり、シュトレーゼマンはじめ国民自由党主流派は民主党には参加せず、国民自由党をドイツ人民党(DVP)に改組させることになった。結局民主党は進歩人民党と国民自由党左派の合同によって結党されることとなった。

## 帝国議会選挙の党勢
| 選挙日        | 得票        | 得票率 | 得票順位 | 獲得議席（総議席） | 議席順位 |
| ------------- | ----------- | ------ | -------- | ------------------ | -------- |
| 1912年1月12日 | 1,497,000票 | 12.3%  | 第4党    | 42議席（397議席）  | 第5党    |